# Arc light
Arc light is een ep van Richard Barbieri en Steve Hogarth. Ze zetten hun samenwerking voort na het verschijnen van hun studioalbum Not the weapon but the hand.

## Musici
- Steve Hogarth – zang
- Richard Barbieri – toetsinstrumenten

Met
- Aziz Ibrahim – gitaar (tracks 2, 3 en 4)
- Dalbir Singh – tabla (track 4)

## Muziek
| Nr. | Titel           | Duur |
| --- | --------------- | ---- |
| 1.  | Arc light       | 5:01 |
| 2.  | Intergalactic   | 6:26 |
| 3.  | Daddy does work | 5:06 |
| 4.  | Oil             | 5:21 |
| 5.  | Elaine          | 6:47 |